# 杰克逊 (姓氏)
杰克逊（英語：Jackson）是常见的英语姓氏，起源于英格兰和苏格兰，意思是杰克之子，来源于杰克的父名形式。
杰克逊在1980年是英格兰和威尔士的第24大姓，1990年是美国第13大姓，占人口的0.3%。